# My December
My December är Kelly Clarksons tredje studioalbum, som släpptes den 22 juni 2007 i Tyskland och Italien, den 23 juni i Australien, den 25 juni i Storbritannien, Polen och Mexiko, den 26 juni i Nordamerika, Kanada och Taiwan, och den 27 juni i Sverige. Clarkson bekräftade namnet på albumet i sin dagbok på sin fanclub den 27 februari 2007. Hon har också sagt i en intervju att hon har skrivit, eller varit med och skrivit, alla låtar på albumet.

## Låtlista
| Nr  | Titel                 | Kompositör                                               | Längd |
| --- | --------------------- | -------------------------------------------------------- | ----- |
| 1.  | Never Again           | Clarkson, Jimmy Messer                                   | 3:37  |
| 2.  | One Minute            | Clarkson, Kara DioGuardi, Chantal Kreviazuk, Raine Maida | 3:05  |
| 3.  | Hole                  | Clarkson, Messer, Dwight Baker                           | 3:02  |
| 4.  | Sober                 | Clarkson, Aben Eubanks, Calamity McEntire, Messer        | 4:52  |
| 5.  | Don't Waste Your Time | Clarkson, Messer, Malcolm Pardon, Fredrik Rinman         | 3:36  |
| 6.  | Judas                 | Clarkson, Messer, Baker, David Kahne                     | 3:37  |
| 7.  | Haunted               | Clarkson, Messer, Jason Halbert                          | 3:19  |
| 8.  | Be Still              | Clarkson, Eubanks                                        | 3:25  |
| 9.  | Maybe                 | Clarkson, Messer, Eubanks                                | 4:23  |
| 10. | How I Feel            | Clarkson, Messer, Baker, Kahne                           | 3:41  |
| 11. | Yeah                  | Clarkson, Messer, Pardon, Rinman                         | 2:43  |
| 12. | Can I Have a Kiss     | Clarkson, Messer, Baker                                  | 3:32  |
| 13. | Irvine                | Clarkson, Eubanks                                        | 8:48  |

- "Chivas" (hidden track, starts 5 minutes and 18 seconds into "Irvine") – 3:32

### iTunes bonus tracks
| Nr  | Titel                               | Kompositör              | Längd |
| --- | ----------------------------------- | ----------------------- | ----- |
| 14. | Dirty Little Secret                 | Clarkson, Messer        | 3:34  |
| 15. | Never Again (Dave Audé Radio Remix) | Clarkson, Messer        | 4:11  |
| 16. | Never Again (Dave Audé Club Mix)    | Clarkson, Messer        | 7:55  |
| 17. | Not Today (pre-order only)          | Clarkson, Kahne, Messer | 3:30  |

## Listplacering
"My December" Deluxe Edition nådde nummer 2 i USA på iTunes Top Album Chart och nummer 4 på Canadian iTunes Chart på bara 24 timmar.

## Singlar
- "Never Again"
- "Sober"
- "Don't Waste Your Time"
- "One Minute"

"Never Again" är den första singeln från My December. Utgivningsdatumet meddelades på hennes webbsida den 4 april, 2007. Låten spelades för första gången på radio den 13 april 2007 i USA. Videon spelades in i Los Angeles mellan den 10 och 13 april. Den 1 maj hade videon premiär på TRL, och har sedan dess legat etta fyra gånger.
Clarkson meddelade på sin fan club att "Sober" skulle bli nästa singel, den började spelas på radio den 6 juni.
Clarkson sa i en intervju, den 12 maj, på VH1 V-Spot att "One Minute" troligen kommer att bli en singel från albumet. Hon nämnde också att "Can I Have a Kiss" kanske skulle bli en singel. Hon sa också i ett radioprogram att hon skulle vilja att "Judas" blev en singel, men att hon inte visste om allmänheten skulle gilla det, för att den är "väldigt personlig".
Fyra låtar från albumet blev singlar: "Never again", "Sober", "Don't Waste Your Time" och "One Minute".

## My December Tour
Clarkson meddelade på sin webbsida att hennes My December Tour skulle starta den 11 juli 2007, i Portland, Oregon. 37 stopp var inplanerade över Amerika och Kanada. Mat Kearney skulle öppna showen för henne. 
Den 14 juni ställdes den ursprungliga turnén in. Live Nation CEO Michael Rapino lämnade ett meddelande
"Biljettförsäljningen blev inte vad vi förväntade oss. Men ändå, vi är i Kelly Clarkson-businessen och på grund av det tror vi att det här beslutet kommer dra nytta till hennes fans under den långa väntan."
 Clarkson konstaterade på sin hemsida att turnén var bara för mycket för henne för stunden, och att hon skulle börja turnera så snart som möjligt. Clarkson sa också att hon så väldigt gärna ville turnera den här sommaren, nu när ett nytt album var ute, men det var "för mycket på så kort tid".
En ny turné genomfördes i stället mellan september 2007 och april 2008 med spelningar i Australien, Nordamerika och Europa.

### Fotnoter
1. 1 2  My December på Allmusic (engelska)